# Коррозе, Жиль

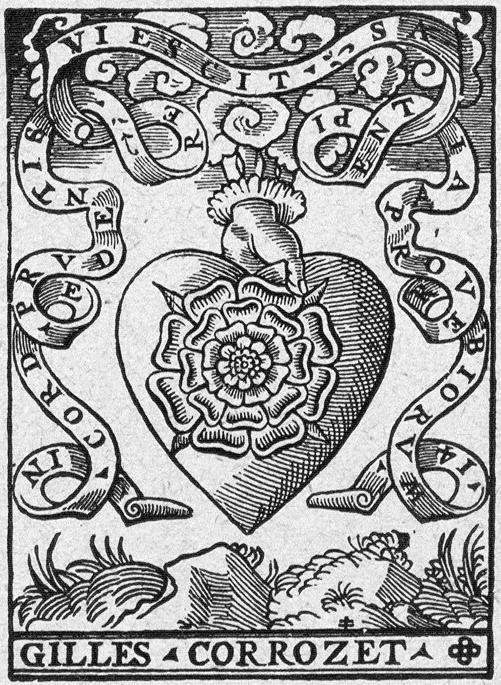
Торговый знак Жиля Коррозе. 1541 г.

Жиль Коррозе (фр. Gilles Corrozet; 4 января 1510, Париж — 4 июля 1568, там же) — французский писатель
, переводчик, историк, издатель, типограф, книготорговец эпохи Возрождения.

## Биография
Самоучка, никакого университетского образования не получил, зато приобрёл обширные знания, включая лингвистику, и зарекомендовал себя как автор, среди прочего, исторических книг о Париже. Его первая историческая работа вышла в 1532 году и представляла собой что-то вроде исторического путеводителя по городу (с названиями улиц и кварталов Парижа).
Он также написал историю Франции и французскую версию комментариев Марсилио Фичино к «Пиру» Платона (Diffinition et perfection de l’amour) и книгу эмблем (Hecatomgraphie).
В 1542 г. появился его перевод «Басен» Эзопа.
Двое его сыновей и зять Николас Бонфонс также были издателями и типографами.

## Избранные работы

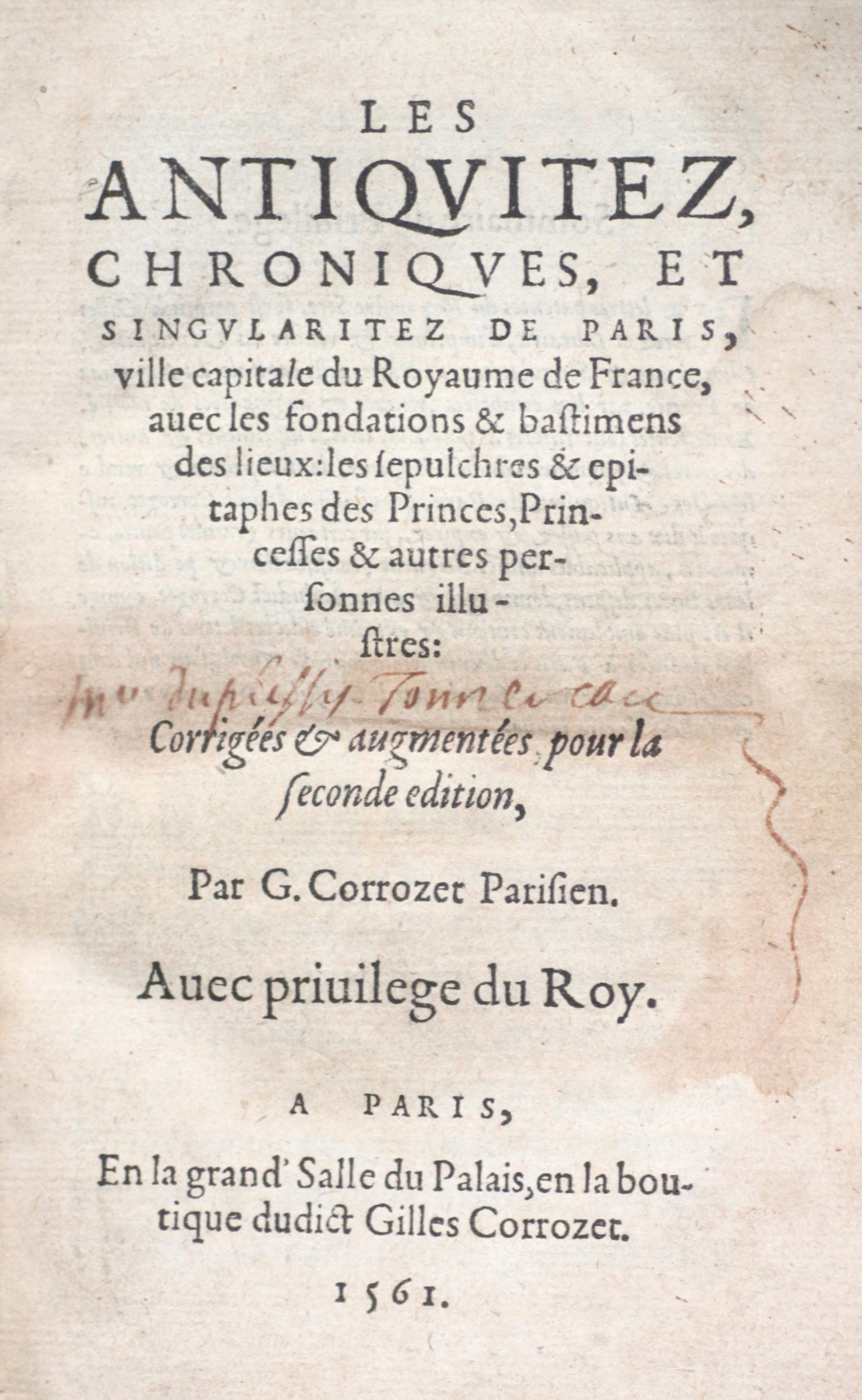
Gilles Corrozet: Антика, Хроники Парижа. 1561 г.

- La fleur des antiquitez de la noble et triumphante ville de Paris, Paris, 1532
- Blasons domestiques 1539
- Simulachres et historiées faces de la mort, Lyon, 1538
- Historiarum Veteris Testamenti Icones, Lyon, 1539 (mit Holzschnitten von Holbein)
- Définition et perfection de l’amour, Paris: D. Janot, 1541—1542
- Les Fables du très ancien Esope, mises en rithme françoise, Paris 1542
- Hecatomgraphie, Paris: Denis Jacot 1540, weitere Ausgaben bis 1544
- Les Antiquitez, croniques et singularitez de Paris, Paris: 1552, Nachdruck von Nicolas Bonfons, 1586 bis 1588
- cones Mortis, Basel 1554
- Tapisserie de l’église chrétienne
- Le thresor des histoires de France. Reduit par tiltres, en forme de lieux communs, 1583